# Волюнтаризм
Волюнтари́зм (лат. voluntas — воля) — течія у психології та філософії, що визнає волю особливою, надприродною силою, що лежить в основі психіки і буття в цілому. Теорія, згідно з якою воля є першоосновою і творцем дійсності, основним фактором у психічному житті людини всупереч розуму; соціально-політична діяльність, яка, нехтуючи об'єктивними законами історичного розвитку, керується суб'єктивними бажаннями й довільними рішеннями осіб, які її здійснюють.
Згідно з волюнтаризмом, вольові акти нічим не визначаються, але самі визначають хід психічних процесів. Властиву людині здібність до самостійного вибору мети і способів її досягнення, а також здатність ухвалення рішень, що виражають її особисті налаштунки й власні переконання, волюнтаризм тлумачить як ефект дії, що стоїть за цими актами особливої ірраціональної духовної суті.
Ідея про пріоритет волі в житті людської особи виникла в період краху античного світогляду, коли було поставлено під сумнів переконання у тому, що головною духовною силою є розум.
Одним з перших затвердив принцип волі релігійний мислитель Августин (354—430), за яким воля керує діями душі й тіла, спонукає душу до самопізнання тощо.
Німецькі філософи Артур Шопенгауер і Едуард Гартман абсолютизували волю, наділивши її космічною силою, сліпою і несвідомою першоосновою, похідними від якої є всі психічні прояви людини. Надалі під впливом цього виду волюнтаризму в глибинній психології розвинулось уявлення про ірраціональну природу ваблень, що керує людською поведінкою.
Прихильниками волюнтаризму були також, німецький філософ і психолог Вільгельм Вундт, за яким психічна причинність отримує вищий вираз у вольовому акті перш за все в аперцепції, американський філософ і психолог Вільям Джеймс, який вважав що вирішальна роль у вчинку належить нічим не зумовленому вольовому рішенню (лат. Fiat! — Хай буде!), німецький психолог Р. Мюнстербере, який відстоював панування волі над рештою психічних функцій, і інші західні психологи кінця XIX — початку XX ст. Людина завжди чогось прагне, нездійснене бажання спричиняє страждання, а здійснене бажання — нудьгу, перенасичення.

## Інші значення
- Волюнтаризм — прагнення реалізувати бажані цілі без урахування об'єктивних обставин і можливих наслідків.
- Економічний волюнтаризм — довільні рішення в господарській практиці, що нехтують об'єктивними умовами й науково обґрунтованими рекомендаціями (в такому значенні це слово офіційно вживалося в СРСР в 1964—1985 для оцінки діяльності Микити Хрущова).
- У той же час під волюнтаризмом в економіці й політиці на Заході часто мають на увазі прямо протилежний принцип: організація соціального та економічного устрою безпосередньо з волевиявлення всіх людей, без будь-якого зовнішнього примусу (це притаманне багатьом школам анархізму).
- Напрям у філософії, що розглядає волю як найвищий принцип буття. Волюнтаризм характерний для філософії Августина, Дунса Скота та інших. Як самостійний напрям уперше оформився в Шопенгауера.